# Jason Aldean (альбом)
«Jason Aldean» — дебютный альбом американского кантри-певца Джейсона Олдина, выпущенный 26 июля 2005 года на лейбле Broken Bow Records. Альбом произвел три сингла в чартах Billboard Hot Country Songs: «Hicktown» (№ 10), «Why» (№ 1) и «Amarillo Sky» (№ 4). Альбом получил платиновый статус от RIAA.
Некоторые треки этого альбома были записаны другими исполнителями, в том числе два сингла: «Amarillo Sky» ранее служила заглавной песней для одноименного альбома McBride & the Ride 2002 года, а «Why» также была записана Шеннон Браун на ее альбоме 2005 года Corn Fed. Кроме того, «Good to Go» была записана Джоном Корбеттом для его одноименного дебютного альбома John Corbett, с которого она была выпущена как сингл. Кроме того, «Asphalt Cowboy» ранее был записан Блейком Шелтоном для его альбома The Dreamer 2003 года.

## Отзывы
В Allmusic отметили, что «Джейсон Олдин добился успеха как профессиональный певец со школы, и уверенность, почерпнутая за годы опыта, сияет на его одноименном дебютном альбоме, когда он представляет сильную коллекцию песен на тему „синих воротничков“ в гладком отполированном теноре. Тексты о фермерах-философах („Amarillo Sky“), гордости маленького городка („Hicktown“) и моментах духовного прозрения („Good to Go“) подкреплены резкими, хонки-тонк мелодиями Telecaster и кантри-ритмами под влиянием рока. „Asphalt Cowboy“ представляет собой современную версию классических песен одиноких дальнобойщиков 1970-х годов (в комплекте с плачущей стальной гитарой), а „You’re The Love I Wanna Be In“ заимствует отрывки из пауэр-попа AOR 1980-х годов из .38 Special/Rick Springfield. Полный разнообразия и энергичных выступлений, Джейсон Олдин — отличное знакомство с многообещающим талантом».

## Коммерческий успех
К январю 2015 года тираж альбома составил 1,6 млн копий в США.

## Список композиций
| №                   | Название                        | Автор(ы)                                    | Длительность |
| ------------------- | ------------------------------- | ------------------------------------------- | ------------ |
| 1.                  | «Hicktown»                      | Big Kenny John Rich Vicky McGehee           | 5:06         |
| 2.                  | «Amarillo Sky»                  | Big Kenny Rich Rodney Clawson Bart Pursley  | 3:23         |
| 3.                  | «Why»                           | Rich Clawson McGehee                        | 3:33         |
| 4.                  | «Even If I Wanted To»           | Jason Aldean Justin Weaver                  | 4:11         |
| 5.                  | «Lonesome U.S.A.»               | David Lee Murphy Kim Tribble Mark Wright    | 3:40         |
| 6.                  | «Asphalt Cowboy»                | Jeff Stevens Kenny West                     | 4:03         |
| 7.                  | «I'm Just a Man»                | Chad Brock McGehee Rich                     | 3:17         |
| 8.                  | «You're the Love I Wanna Be In» | Aldean McGehee Rich                         | 3:18         |
| 9.                  | «Good to Go»                    | Clawson Tim Nichols                         | 4:02         |
| 10.                 | «I Believe in Ghosts»           | Marc Beeson Jim Collins D. Vincent Williams | 3:26         |
| 11.                 | «She Loved Me»                  | Aldean Brad Adkins Bobby Pinson             | 3:27         |
| Общая длительность: | Общая длительность:             | Общая длительность:                         | 41:16        |

## Позиции в чартах
| Чарт (2005)                        | Высшая позиция |
| ---------------------------------- | -------------- |
| США (Billboard 200)                | 37             |
| США (Billboard Top Country Albums) | 6              |
| США (Billboard Independent Albums) | 1              |

| Чарт (2005)                       | Позиция |
| --------------------------------- | ------- |
| US Top Country Albums (Billboard) | 48      |
| Чарт (2006)                       | Позиция |
| US Billboard 200                  | 125     |
| US Top Country Albums (Billboard) | 28      |
| Чарт (2007)                       | Позиция |
| US Billboard 200                  | 174     |
| US Top Country Albums (Billboard) | 36      |

### Синглы
| Год  | Сингл          | Высшая позиция | Высшая позиция |
| Год  | Сингл          | US Country     | US             |
| ---- | -------------- | -------------- | -------------- |
| 2005 | «Hicktown»     | 10             | 68             |
| 2005 | «Why»          | 1              | 43             |
| 2006 | «Amarillo Sky» | 4              | 59             |

## Сертификации
| Регион                                                      | Сертификация | Продажи    |
| ----------------------------------------------------------- | ------------ | ---------- |
| США (RIAA)                                                  | Платиновый   | 1 000 000^ |
| ^ Данные о тиражах приведены только на основе сертификации. |              |            |